# Pseudohadena pseudocommoda
Pseudohadena pseudocommoda là một loài bướm đêm trong họ Noctuidae.